# Бельгія на Чемпіонаті світу з водних видів спорту 2015
Бельгія взяла участь у Чемпіонаті світу з водних видів спорту 2015, який пройшов у Казані (Росія) від 24 липня до 9 серпня.

## Плавання на відкритій воді
Один бельгійський спортсмен кваліфікувався на змагання з плавального марафону на відкритій воді.
| Спортсмен     | Дисципліна       | Час          | Місце        |
| ------------- | ---------------- | ------------ | ------------ |
| Браян Рікеман | 10 км (чоловіки) | Не стартував | Не стартував |

## Плавання
Бельгійські плавці виконали кваліфікаційні нормативи в дисциплінах, які наведено в таблиці (не більш як 2 плавці на одну дисципліну за часом нормативу A, і не більш як 1 плавець на одну дисципліну за часом нормативу B):
Чоловіки
| Спортсмен                                                     | Дисципліна                        | Попередній заплив | Попередній заплив | Півфінал        | Півфінал        | Фінал            | Фінал            |
| Спортсмен                                                     | Дисципліна                        | Час               | Місце             | Час             | Місце           | Час              | Місце            |
| ------------------------------------------------------------- | --------------------------------- | ----------------- | ----------------- | --------------- | --------------- | ---------------- | ---------------- |
| Яспер Арентс                                                  | 50 м вільним стилем               | 22.67             | =27               | Завершив виступ | Завершив виступ | Завершив виступ  | Завершив виступ  |
| Яспер Арентс                                                  | 100 м вільним стилем              | 49.24             | 22                | Завершив виступ | Завершив виступ | Завершив виступ  | Завершив виступ  |
| Луї Кроенен                                                   | 100 м батерфляєм                  | DNS               | DNS               | Завершив виступ | Завершив виступ | Завершив виступ  | Завершив виступ  |
| Луї Кроенен                                                   | 200 м батерфляєм                  | 1:56.33           | 12 Q              | 1:55.49         | 7 Q             | 1:55.39          | 7                |
| Франсуа Хеерсбрандт                                           | 50 м вільним стилем               | 22.48             | =17               | Завершив виступ | Завершив виступ | Завершив виступ  | Завершив виступ  |
| Франсуа Хеерсбрандт                                           | 50 м на спині                     | 25.55             | 26                | Завершив виступ | Завершив виступ | Завершив виступ  | Завершив виступ  |
| Франсуа Хеерсбрандт                                           | 50 м батерфляєм                   | 23.59             | 12 Q              | 23.34           | 10              | Завершив виступ  | Завершив виступ  |
| Ландер Гендрікс                                               | 400 м вільним стилем              | 3:51.61           | 31                | Н/Д             | Н/Д             | Завершив виступ  | Завершив виступ  |
| Пітер Тіммерс                                                 | 100 м вільним стилем              | 48.58             | 6 Q               | 48.22           | 4 Q             | 48.31            | =7               |
| Пітер Тіммерс                                                 | 200 м вільним стилем              | 1:48.43           | 25                | Завершив виступ | Завершив виступ | Завершив виступ  | Завершив виступ  |
| Яспер Арентс Еммануель Ванлюшен Пітер Тіммерс Гленн Сюргелосе | Естафета 4 × 100 м вільним стилем | 3:15.50           | 9                 | Н/Д             | Н/Д             | Завершили виступ | Завершили виступ |
| Луї Кроенен Гленн Сюргелосе Дітер Деконінк Пітер Тіммерс      | Естафета 4 × 200 м вільним стилем | 7:10.92           | 8 Q               | Н/Д             | Н/Д             | 7:09.64          | 6                |

Жінки
| Спортсменка   | Дисципліна           | Попередній заплив | Попередній заплив | Півфінал         | Півфінал         | Фінал            | Фінал            |
| Спортсменка   | Дисципліна           | Час               | Місце             | Час              | Місце            | Час              | Місце            |
| ------------- | -------------------- | ----------------- | ----------------- | ---------------- | ---------------- | ---------------- | ---------------- |
| Кімберлі Байз | 100 м вільним стилем | 55.66             | 31                | Завершила виступ | Завершила виступ | Завершила виступ | Завершила виступ |
| Кімберлі Байз | 200 м вільним стилем | 2:02.54           | 40                | Завершила виступ | Завершила виступ | Завершила виступ | Завершила виступ |
| Кімберлі Байз | 50 м батерфляєм      | 26.28             | 10 Q              | 26.43            | 16               | Завершила виступ | Завершила виступ |
| Кімберлі Байз | 100 м батерфляєм     | 58.36             | 13 Q              | 59.08            | 16               | Завершила виступ | Завершила виступ |
| Фанні Леклюїз | 50 м брасом          | 30.75             | 7 Q               | 31.04            | =10              | Завершила виступ | Завершила виступ |
| Фанні Леклюїз | 100 м брасом         | 1:07.29           | 11 Q              | 1:07.75          | 15               | Завершила виступ | Завершила виступ |
| Фанні Леклюїз | 200 м брасом         | 2:23.77 NR        | 4 Q               | 2:23.83          | 10               | Завершила виступ | Завершила виступ |